# Box Hill
Box Hill è un romanzo del 2020 dello scrittore Adam Mars-Jones.

## Storia editoriale
Il romanzo è stato pubblicato nel 2020 in seguito alla vittoria del Novel Prize della Fitzcarraldo Editions. Il libro è stato accolto in maniera generalmente positiva dalla critica e, negli anni successivi alla pubblicazione, è stato tradotto in diverse lingue, tra cui lo spagnolo (2021), l'italiano (2023) e il tedesco (2024).

## Trama
Nel 1975 il timido diciottenne Colin incontra il motociclista Ray a Box Hill, un luogo frequentato da bikers. Dopo essere inciampato sui piedi del motociclista, Colin gli pratica, su ordine di Ray, del sesso orale e, al termine della fellatio, gli viene intimato di salire sulla moto di Ray, che lo porterà a casa sua. Questo incontro segna l'inizio di una relazione sadomasochista durata sei anni e che vedrà Colin completamente assoggettato a Ray in un rapporto di dominazione-sottomissione: Ray gli rade i capelli, lo stupra e gli fa soddisfare i desideri sessuali dei suoi amici durante le serate di poker. 
Colin non riesce a capacitarsi dell'attenzione dell'attraente motociclista, che, pur frequentando assiduamente, rimane una figura misteriosa di cui non conosce né cognome né professione. Nel 1981 Colin si reca in vacanza in Francia con i genitori e, al suo ritorno, scopre della morte di Ray, avvenuta in un incidente automobilistico. Dato che Ray aveva fatto promettere agli amici di non rivelare mai a Colin dettagli su di lui o sulla sua sepoltura, Colin rimarrà sempre nel dubbio sulla vera identità del suo "padrone", a cui continuerà a pensare per i due decenni successivi. 

## Adattamento cinematografico
Nel 2025 Harry Lighton ha diretto un adattamento cinematografico del romanzo intitolato Pillion, ambientato negli anni 2020 e presentato in anteprima mondiale in occasione della 78ª edizione del Festival di Cannes.

## Edizioni
- Box Hill, traduzione di Matteo Codignola, Milano, Orville Press, 2023, ISBN 9791281123014.